# Inchcape plc
Inchcape plc er en britisk multinational bildistributør med hovedkvarter i London. Virksomheden har oprindelse i Mackinnon Mackenzie Company, der blev etableret i 1947. De driver forretning i 32 lande i verden.